# Parancistrocerus obliquus
Parancistrocerus obliquus är en stekelart som först beskrevs av Cresson 1865.  Parancistrocerus obliquus ingår i släktet Parancistrocerus och familjen Eumenidae. Inga underarter finns listade i Catalogue of Life.